# Malpica de Tajo
Malpica de Tajo è un comune spagnolo di 1 861 abitanti situato nella comunità autonoma di Castiglia-La Mancia. Fu titolo di marchesato.